# Vizcondado de Estoles
El vizcondado de Estoles (en catalán: d'Hostoles) es un título nobiliario español creado el 23 de octubre de 1474 por el rey de Aragón Juan II a favor de Francesc de Verntallat, campesino acomodado de la baja nobleza que capitaneó el ejército remensa durante la primera guerra remensa.
Fue rehabilitado en 1928 por el rey Alfonso XIII y recayó en María de las Mercedes Casanova y Ferrer.

## Vizcondes de Estoles
|                                | Titular                                    | Periodo                        |
| Creación por Juan II de Aragón | Creación por Juan II de Aragón             | Creación por Juan II de Aragón |
| ------------------------------ | ------------------------------------------ | ------------------------------ |
| I                              | Francesc de Verntallat                     | 1474-1498/1499                 |
| Rehablitación por Alfonso XIII |                                            |                                |
| II                             | María de las Mercedes de Casanova y Ferrer | 1928-¿?                        |
| III                            | Manuel Galindo de Casanova                 | 1979-2003                      |
| IV                             | Manuel Galindo Widenmann                   | 2004-hoy                       |

## Historia de los vizcondes de Estoles
- Francesc de Verntallat, I vizconde de Estoles, capitán y consejero del rey.[1]

En febrero de 1446 casó con Joana Noguer, natural del manso Noguer de Batet e hija de Bernat Noguer y su esposa Margarid.
En 1928 el título fue rehabilitado y sucedió:
- María de las Mercedes de Casanova y Ferrer, II vizcondesa de Estoles, dama de la Real Hermandad del Santo Cáliz de Valencia.[1]

Casó con el abogado Manuel Galindo y Galindo. Previa orden del 2 de julio de 1979 para que se expida la correspondiente carta de sucesión (BOE del 6 de agosto), le sucedió su hijo:
- Manuel Galindo de Casanova (m. Valencia, 22 de diciembre de 2003), III vizconde de Estoles, socio fundador y presidente de Industrial y Comercial Maderera (INCOMADER).[4]

Casó con Bergitt A. Windermann Linstrm.[cita requerida] El 15 de diciembre de 2004, previa orden del 13 de octubre del mismo año para que se expida la correspondiente carta de sucesión (BOE del 5 de noviembre), le sucedió su hijo:
- Manuel Galindo Widenmann, IV vizconde de Estoles.[6]